# یاغی‌ها (مجموعه تلویزیونی)
یاغی‌ها (انگلیسی: The Rogues) یک مجموعهٔ تلویزیونی آمریکایی است که در سال ۱۹۶۴ منتشر شد. این سریال تلویزیونی در سال ۱۹۶۴ برندهٔ جایزهٔ گلدن گلوب «بهترین مجموعه تلویزیونی» شد.

## گزیدهٔ بازیگران

### اصلی
- دیوید نیون
- شارل بوآیه
- گیگ یانگ
- گلادیس کوپر
- رابرت کوت
- لری هگمن
- جان ویلیامز
- باربارا بوشه

### فرعی و میهمان
- ادی آلبرت
- جن دنر
- برودریک کرافورد
- سالی کلرمن
- آیدا لوپینو
- السا مارتینلی
- والتر ماتائو
- درن مک‌گون
- دینا مریل
- سوزان اولیور
- جرج سندرز
- تلی ساوالاس
- جیا اسکالا
- اِوِرت اسلون
- راکل ولش
- ماری ویندسور